# 尭慧
尭慧（ぎょうえ、大永7年（1527年）- 慶長14年1月21日（1609年2月25日））は、戦国時代から江戸時代初期にかけての浄土真宗（高田派）の僧。父は権大納言飛鳥井雅綱で、将軍足利義晴の猶子となる。子に専修寺尭真、女子（五条為経室）、女子（朽木元綱室）など。法号は光徳院。

## 略歴
下野国高田の専修寺に入寺し、天文6年（1537年）には専修寺12世を継いだ。天文17年（1548年）、伊勢国一身田の無量寿寺（のちの専修寺）に住し、真宗高田派の本山が下野国専修寺から伊勢国の無量寿寺に移されると高田派の基礎を築いた。天正2年（1574年）、門跡となり、天正10年（1582年）には大僧正に任じられた。